# Fontainebrux
Fontainebrux é uma comuna francesa na região administrativa de Borgonha-Franco-Condado, no departamento de Jura. Estende-se por uma área de 6,75 km². Em 2010 a comuna tinha 212 habitantes (densidade: 31,4 hab./km²).